# أفان-أرينجي
أفان أرينجي (أرمينية: Ավան-Առինջ)، هو حي في منطقة أفان في يريفان، أرمينيا.